# 刀把木
刀把木（学名：Cinnamomum pittosporoides）是樟科肉桂属的植物，为中国的特有植物。分布于中国大陆的四川、云南等地，生长于海拔1,800米至2,500米的地区，多生在常绿阔叶林中，目前尚未由人工引种栽培。

## 别名
大果香樟（云南大姚） 桂皮树（云南屏边）